# OWNDAYSコンタクト
株式会社オンデーズコンタクト（英: OWNDAYS CONTACT CO.,LTD.）は、東京都品川区に本社を置く、コンタクトレンズの製造および販売を行う企業。
2024年10月、オンデーズが発行済み全株式を取得し、完全子会社化。これにより、OWNDAYSは国内で初めてコンタクトレンズ事業に参入することとなった。